# Gliaspilota glutinosa
Gliaspilota glutinosa är en tvåvingeart som beskrevs av Osten Sacken 1862. Gliaspilota glutinosa ingår i släktet Gliaspilota och familjen gallmyggor.
Artens utbredningsområde är New York. Inga underarter finns listade i Catalogue of Life.